# Waiting for the Night (Nelly Furtado)
Waiting for the Night è un brano musicale estratto come quarto singolo dal quinto album della cantante Nelly Furtado, The Spirit Indestructible. Il singolo è stato co-scritto dalla stessa cantante insieme a Rodney "Darkchild" Jerkins e prodotto esclusivamente da quest'ultimo. L'uscita del singolo è prevista solo per il mercato tedesco, nonostante ciò, Waiting for the Night, spinto dalle forti vendite digitali, ha già debuttato nella Swiss Singles Top 75 al 71º posto.

## Classifiche
| Classifica (2012/2013) | Posizione massima |
| ---------------------- | ----------------- |
| Austria                | 73                |
| Belgio (Fiandre)       | 111               |
| Germania               | 26                |
| Russia                 | 15                |
| Slovacchia             | 28                |
| Svizzera               | 29                |
| Ucraina                | 27                |